# Łozina (Ukraina)
Łozina (ukr. Лозина, Łozyna) – wieś na Ukrainie, w obwodzie lwowskim, w rejonie jaworowskim.
Założona w 1444 roku. Wieś prawa wołoskiego, położona była w pierwszej połowie XV wieku w ziemi lwowskiej województwa ruskiego. W II Rzeczypospolitej miejscowość była siedzibą gminy wiejskiej Łozina. Wieś liczy 340 mieszkańców.